# سلفادور (باهيا)
سلفادور أو (ساو سلفادور دي تودوس أوس سانتوس) (بالبرتغالية:São Salvador da Baía de Todos os Santos) وهي عاصمة ولاية باهيا والعاصمة السابقة للدولة، تعتبر ثالث أكبر مدينة من حيث عدد السكان في البرازيل بعد مدينتي ساوباولو وريو دي جانيرو , يبلغ عدد سكانها في 2010 حوالي 2.714.119 مليون نسمة. تقع في أرض مثلثة محصورة بين المحيط الأطلسي من الشرق وخليج كل القديسين من الغرب. هي أكبر مدينة في شمال شرق البرازيل وتعرف بمدينة السعادة لوجود عدد لا ينتهي من مهرجانات الشوارع. تعتبر هذه المدينة إحدى أولى المناطق التي استوطنها الأوروبيون في الأمريكيتين، المدينة مميزة في البرازيل بسبب ثقافتها وأطباقها المحلية، وهي أغنى مدينة في شمال شرق البرازيل. التأثير الثقافي للبرازيليين من أصل أفريقي واضح جدا في سلفادور وتعتبر عاصمة البرازيليين الأفارقة.

## توأمة
لسالفادور (باهيا) اتفاقيات توأمة مع كل من:
- فلورنسا
- آنغرا دو هروئيسمو
- كايين
- كاشكايش
- لشبونة
- لوس أنجلوس
- فيلادلفيا
- فالبارايسو
- ناتال
- ماراكاي
- تشونغتشينغ

## أعلام
- أولغا دي ألكيتو
- اديلسون
- دانتي بونفيم
- بيبيتو
- أنتويو دياز دوس سانتوس
- الهمبرليتو بورخيس
- أيموري موريرا
- مانويل لوبيز رودريغوس
- ريغينا دورادو
- أدريانا ليما

## مواقع خارجية
- مدينة سلفادور